# Ann Never
Ann Never je fiktivni lik iz talijanskog stripa Nathan Never. Ona je kćer naslovnog junaka, Nathana Nevera.

## Biografija lika

### Mladost
Ann Never rođena je 2081. godine (po futurističkom kalendaru, po starom kalendaru je to 2159.) na planetu Zemlji. Roditelji su joj Nathan Never i Laura Lorring koji su se vjenčali 25. veljače godinu dana ranije. Može se reći da je Ann imala sretno djetinjstvo, ali Nathan je zbog svog posla u policiji počeo zanemarivati i kćer i ženu. 2085. zločinac Ned Mace, pola čovjek a pola robot, kojeg je Nathan dugo progonio, ubija Lauru i otima malu Ann. Nathan tada nije bio kod kuće nego s ljubavnicom i kada je po povratku otkrio mrtvo tijelo svoje supruge, od naglo proživljene traume kosa mu je posijedila, ostavši vječni podsjetnik na ono što se dogodilo. Nathan se, vjerujući da je Ann mrtva, povukao u samostan. 2091., Edward Reiser osniva privatnu istražiteljsku agenciju Alfa, i pronalazi Ann, živu, ali u autističnom stanju. Kako bi mogao platiti skupo liječenje za Ann, Nathan se pristaje priključiti agenciji.
Ann je provela sljedeće godine u bolnici Sinclair Hospital, gdje se o njoj brinula doktorica Leyla Duchateau. Nahana je neprestano mučilo sjećanje na to da je kriv za ženinu smrt i stanje svoje kćeri. 2092. Ann je počela iskazivati ESP sposobnosti a te sposobnosti su joj i zaustavile rast. 2099. dolazi Gabriel, tajanstveni čovjek velikih moći, te uz njegovu pomoć Ann ozdravlja, naglo izrasta u odraslu djevojku te se miri s ocem i sve mu oprašta. 

### Odiseja u svemiru
Nakon ozdravljenja, Ann zajedno s Gabrielom, Mary Mathers i Bratstvom sjene odlazi svemirskim brodom na lutanje svemirom. Tijekom putovanja su koristili kriogene komore, tj. cijelim putem su spavali a njihov rast i razvoj je bio zaustavljen. 2107. nailaze na planet koji Ann naziva Arret, obrnuto od latinskog Terra tj. Zemlja, jer je planet izgledao kao potpuna suprotnost ratovima uništenoj i zagađenoj Zemlji. No Ann otkriva da se na planetu nalazi tajanstveni hram koji sadrži dušu cjelokupnog Multiverzuma, iz kojeg su potekli svi Univerzumi tj. Svemiri. 

### Dakkar
Nakon dugog putovanja u kriogenom stanju, Ann i Gabriel se 2170. vraćaju na Zemlju, i nalaze ju usred Biotehnoloških ratova, sukoba između ljudi i tehnodroida, poluljudi-polustrojeva načinjenih od živog metala. Ann uzima ratničko ime Dakkar i postaje vođa ljudskih pobunjenika protiv tehnodroidske vladavine. U borbi su joj pomogli Gabrijel te C-O9 i Link, roboti koji su davno surađivali s njenim ocem. 
Tijekom napada na glavno sjedište zemaljskih tehnodroida, Dakkar se sukobila sa Selenom, ženskim generalom tehnodroida. U posljednjem sukobu Dakkar i pobunjenici su uspjeli uništiti Lucifera, vođu zemaljskih tehnodroida, i cijelu tvrđavu, a Selena je vremenskim strojem pobjegla u prošlost planeta, u vrijeme srednjovjekovnog Japana.
No borba time nije završila, i da bi nadahnula ljude na daljnu borbu, Dakkar je odlučila poći u potragu za svojim ocem, iako je on odavno bio mrtav. Oko 2185. njena grupa je pronašla stari laboratorij u čije je biološko računalo kriminalka Susan Connery 2097. spremila kopiju Nathanovog uma, kao i uzorak njegove DNK. Uz pomoć toga, Dakkar je uspjela klonirati svog oca (sa sjećanjima do 2097.) i on je uzeo ime Nemo.
Nemo i Dakkar su nastavili s borbom protiv preostalih zemnaljskih tehnodroida, te stupili u kontakt s drevnom japanskom tajnom organizacijom, koja se 1500 godina ranije borila protiv Selene. U njihovoj bazi su sagradili podmornicu Nautilus, koja je postala njihova pokretna baza. Ali svemirski tehnodroidi pod vodstvom Neosa, iznenada napadaju Zemlju i uspjevaju uništiti veći dio površine planeta. Istodobno napadaju i Nautilus pri čemu C-O9 biva uništen a tehnodroidi u sukobu uspjevaju zarobiti Dakkar i njeno tijelo je iskorišteno za ugošćavanje superiornog ženskog tehnodroida zvanog Artisia.
Vjerujući da je Dakkar mrtva, Nemo se sve osamljivao i konačno naredio cijeloj posadi da napusti Nautilus, na kojem su uz njega ostali samo Link i Kaede, jedna od vođa japanske organizacije. Potišten, Nemo je tada napustio borbu i koristio Nautilus isključivo za plovidbu pod morem. Tako je bilo neko vrijeme sve dok Nautilus, pod Linkovim vodstvom, dok je Nemo spavao, nije spasio Susan Strong, te njene prijatelje, supružnike Paula i Marie. Nautilus se vratio u bazu i baza je napadnuta od strane Artisie i Lysisa, superiornih. Usred borbe u bazi se pojavila i Selena, koju je novo putovanje kroz vrijeme vratilo u budućnost. No spoj Selene s Lysisom uzrokovao je da Lysis umre, a Selena je bila teško ozlijeđena. Putovanje kroz vrijeme je promijenilo njezinu biološku strukturu te mutiralo njezine nanoide (osnovnu biološku jedinicu tehnodroida) u antinanoide.
Artisia je tada uzela Susan za taokinju i pokušala pobjeći ali ju je napao Nemo, i užasnut otkrio da se ispod metalne maske krije bezizražajno lice njegove kćeri. Artisia je uspjela pobjeći, te je odnijela sa sobom i Selenu. Nemo se tada vratio u borbu, a Nautilus je opremljen posebnim motorima koji su mu omogućavali put svemirom te time postao svemirski brod. Nemo je ponovno okupio posadu i krenuo u borbu protiv svemirskih tehnodroida.
Artisia je odnijela Selenu na svemirsku satelit blizu planeta Jupitera, sjedište svemirskih tehnodroida. Ustanovljeno je da antinanoidi u većini slučajeva imaju razarajući efekat na nanoide i Selena je stavljena u zaštitno energetsko polje. Artisia je vršila mnoge pokuse na Seleni, s odobrenjem Neosa.
No 2195. Nautilus je napao Neosov satelit, sjedište tehnodroida i Selena se uspjela osloboditi. Isti tren je napala Artisiju kako bi joj se osvetila, te ujedno ubila i Dakkar. Nakon ubijanja Artisije, Selena se povezala na mrežu, zajednički elektronski um koji povezuje sve tehnodroide. Njezini antinanoidi su zarazili sve tehnodroide na satelitu ali neki su preživjeli. Neos je tada pokrenuo satelit prema Jupiteru, kako bi uništio Selenu i Nema. Preživjeli tehnodroidi, po Selenenim uputama, su napustili satelit kapsulama za spašavanje. Nemo je pronašao svoju kćer, iako u nesvijesti, i ona ga je uvjerila da povedu onesvještenu Selenu sa sobom, jer im je ona pomogla poraziti Neosa. Satelit je uništen tijekom ulaska u atmosferu Jupitera što je izazvalo lančanu rekaciju koja je cijeli planet pretvorila u sunce, drugo u zemaljskom sunčevom sustavu. Dakkar, kojoj je zbog duge simbioze s Artisijom izmijenjena biološka struktura, pa je postala napola tehnodroid, odlučila je ostati sa Selenom i tehnodroidima na Europi, jednom od Jupiterovih mjeseca koji je toplina novog sunca učinila pogodnim za život.

### Artisia
Kako bi se bolje uklopila među tehnodride na Europi, Dakkar je zadržala ime Artisia. Tehnodroidska "mreža" je bila uništena, i sada se svaki tehnodroid mogao razvijati kao samostalan pojedinac. Pod vodstvom Selene i Artisije, tehnodroidi su sagradili grad koji su nazvali Dis. No nisu svi tehnodroidi odobravali mir s ljudima, neki su željeli ponovno izazvati rat. Pod Artisijinim utjecajem, Selena je u vijeću tehnodroida govorila protiv rata, iako je bila uvjerena u suprotno.
U međuvremenu, na Zemlji je grupa tehnodroida, zarobljenika iz Tehnobioloških ratova, uspjela pobjeći iz zarobljeništva. Oslobodila ih je Susan Connery, (koja je klonirana na isti način kao i Nemo) kako bi se mogla osvetiti Nathanu i cijelom čovječanstvu. Vođa tehnodroida, Arkad, je namjeravao Susan preobraziti u tehnodroida, ali mu je ona otkrila da je u sebe ubrizgala Seleninu krv, punu antinanoida, koja je za njega smrtonosna. Tada je Arkad otišao na Europu i ondje pokušao ubiti Selenu, te namjerno promašivši i na mjestu dgađaja ostavio mrtvo tijelo Artisijine tehnodroidske pomoćnice. Selena je sada vjerovala da je Artisia organizirala atentat na nju, i Artisia je pritvorena. No Nemo je otkrio tko stoji iza svega i Nautilusom napao Susaninu i Arkadovu bazu na Zemlji. Susan je u borbi poginula a Arkad je zarobljen. Tehnodroidsko vijeće je oslobodilo Artisiju a Arkad je sa svojim suradnicima osuđen na 20 godina zatvora na Europi. 

### Rat sa Sivima
Preobrazba Jupitera u sunce također je u sunčevom sustavu stvorila prostornu pukotinu, iz koje je dopirao neprekidni jednolični radio signal. Ta "pulsacija" je proučavana četiri godine, i na kraju je odlučeno da Nautilus prođe kroz pukotinu u potrazi za izvorom pulsacije. Radi toga je u svemiru sagrađen divovski mehanički elektronski prsten, koji bi pomogao Nautilusu u prolasku kroz pukotinu.